# 加利波利斯
加利波利斯（Gallipolis）是美国俄亥俄州高卢县的一个特许村，是高卢县的县城。该市位于俄亥俄州东南部俄亥俄河沿岸。 2010年人口普查时人口为3641人。 当人口减少到5000以下时，加利波利斯成为一个村庄，但继续在现有的城市宪章下运作。
加利波利斯是波因特普莱森特小都会统计区的第二大社区，其中包括俄亥俄州高卢县和西弗吉尼亚州梅森县。